# Anna-Maria Müller
Anna-Maria Müller (n. 23 februarie 1949, Friedrichroda, Turingia, Germania – d. 23 august 2009, Berlin, Germania) a fost o sportivă ce a reprezentat Germania, medaliată olimpică. A participat la 2 ediții ale Jocurilor Olimpice (1968, 1972) în care a câștigat o medalie de aur.